# Nätkobben (Kumlinge, Åland)
Nätkobben är skär i Åland (Finland). De ligger i Skärgårdshavet och i kommunen Kumlinge i landskapet Åland, i den sydvästra delen av landet. Öarna ligger omkring 47 kilometer nordöst om Mariehamn och omkring 240 kilometer väster om Helsingfors.
Arean för den av öarna koordinaterna pekar på är 2 hektar och dess största längd är 290 meter i öst-västlig riktning. Trakten är glest befolkad. Närmaste större samhälle är Vårdö, 17,8 km sydväst om Nätkobben.